# Маріо Барді
Маріо Барді (італ. Mario Bardi; 1922, Палермо, Італія — 1988, Мілан, Італія) — італійський художник, представник течії неореалізму. Народився на острові Сицилія. Працював переважно у техніці пейзажу.

## Біографія
У 1947 році, після закінчення навчання на інженера, вступив до Академії витончених мистецтв Палермо, де здобув вищу освіту в 1951 році.
У тому ж році переїхав на північ Італії до міста Аоста у регіоні Валле-д'Аоста. У 1954 році переїхав працювати у Турин, на початку 1960-х працював у Мілані, де познайомився зі стилем неореалізму. Маріо Барді отримав багато премій та нагород, зокрема Premio Suzzara у 1963 році й Premio Tettamanti у 1964 й 1966 рр. Помер від серцевого нападу 7 вересня 1998 року у місті Мілан.
Сицилійський письменник Леонардо Шаша, відзначаючи тісний зв'язок художника з рідним островом, писав про нього: «На картинах Барді немає нічого, чого б не можна було пояснити Сицилією».

## Музеї
- Міська галерея Модерну е Contemporanea (Santhia), Італія
- Музей Багерія
- Bondarte, Музей сучасного зовнішньої меццана-мортільєнго (BI)

## Стиль
Вони писали йому багато художніх критиків, в тому числі: Vittorio Fagone (1965), Renata Usiglio (1965), Леонардо Шаша (1967), Mario De Micheli (1968), Raffaele De Grada (1984), Alfonso Gatto (1974), Ennio Cavallo (1990), Giorgio Seveso (1998), Luigi Bonifacio, Leonardo Borgese, Rossana Bossaglia, Dino Buzzati, Antonio Carbè, Matteo Collura, Nicoletta Colombo, Mario De Micheli, Vittorio Fagone, Maria Luisa Florio, Alvarez Gonzalo Garcia, Aldo Gerbino, Mario Lepore, Alberto Machiavello, Renzo Margonari, Giorgio Mascherpa, Aurelio Natali, Franco Passoni, Mario Portalupi, Gianni Prè, Franco Presicci, Edoardo Rebulla, Giuseppe Servello, Gino Traversi, Carlo A. Galimberti, Dino Villani, Alfonso Gatto, Giorgio Seveso, Giuseppe Quatriglio, Dino Villani, Vincenzo Consolo.

## Критичний аналіз
«Немає нічого в його зображеннях, чого Сицилія не могла б пояснити», — писав Леонардо Шашья, визнаючи в Барді не просто простого інтерпретатора острова, а його найрадикальнішого візуального кодифікатора. У його палаючих червоних і помаранчевих, немов лава, Сицилія постає як жива істота: барокова архітектура, оголені церкви та черепичні дахи зливаються в щільну структурну масу, майже як геологічний організм, у якому міський пейзаж перетворюється на культурний моноліт.
Живописна мова Барді займає унікальне місце: якщо Ренато Гуттузо розповідав про Сицилію через людську фігуру та пряму соціальну критику, то Барді перекладає її архітектурною граматикою, підносячи ідентичність до рівня структури. У цьому його пошук наближається до монументальності Маріо Сіроні, але він долає його індустріальну похмурість, перетворюючи її на середземноморський пульс. У міжнародному контексті використання кольору Барді нагадує емоційну силу Ніколя де Сталя, залишаючись водночас укоріненим у специфічній історичній пам’яті; у формальному синтезі він веде діалог з європейським архітектурним експресіонізмом 1920-х років, проєктуючи його у контекст світла та тепла Середземномор’я.
Його сицилійські полотна не просто зображають — вони втілюють. Кожна стіна, кожна арка, кожна тінь стає фрагментом колективного епосу, наріжним каменем візуального словника, який перетворив географію на міфологію. Саме тому твори цього циклу становлять художню спадщину великої значущості для публічних і приватних колекцій музейного рівня.

## Виставки
Маріо Барді понад п'ятдесят років брав участь у виставках в декількох європейських країнах  
- 1952 Аоста — Salone Ducale del Municipio.
- 1953 Аоста — Sede del Club Alpino Italiano.
- 1960 Galleria Віа Монтенаполеоне, Мілан.
- 1961 Мілан — Galleria del Tornese.
- 1964 Бусто-Арсіціо — Galleria S.Maria di Piazza; Мілан — Galleria 32.
- 1965 Алессандрия — Galleria S.Giorgio; Турин — Galleria San Diego; Палермо — Libreria Flaccovio.
- 1967 Мілан — Galleria 32.
- 1968 Палермо — Galleria La Robinia.
- 1969 Мілан — Galleria L'Agrifoglio.
- 1970 Рим — Galleria Russo; Верона — Galleria Ghelfi; Палермо — Galleria Le Robinia.
- 1971 Мессина — Galleria 70.
- 1972 Мілан — Galleria Carini.
- 1973 Палермо — Galleria La Robinia.
- 1974 и 1975 Мілан — Galleria Boccioni и Galleria La Nuova Sfera; Катанія — New Gallery.
- 1977 Бріндізі — Galleria Il Falanto.
- 1978 Палермо — Sala Esposizioni Comune Женева, Швейцарія — Galerie Delal.
- 1979 Неаполь — Galleria L'apogeo.
- 1980 Рим — Galleria L'Indicatore.
- 1982 Палермо — Galleria La Robinia.
- 1984 Мілан — Spazio d'Arte Aleph e Galleria Carini; Galleria Arte in Cornice.
- 1988 Мілан — Galleria Carini e Salone della Banca Popolare; Потенца — Salone del Seminario Arcivescovile; Брешіа — Galleria «9 Colonne».
- 1991 Мілан — Spazio d'Arte Nuovo Aleph.
- 1993 Albergo dei Poveri (Palermo), Палермо.
- 1995 Мілан — Університет Луїджі Бокконі, Мілан.
- 1996 Мілан — Galleria «Re di Quadri».
- 1997 Гельсінкі, Фінляндія — Spazio d'arte «Zaza Oy»; Ювяскюля, Фінляндія, Nurmi — Galleria del Comune di Ювяскюля;
- Мессина — Galleria d'arte «L'Airone»; Берлін, Німеччина — Galleria «Rathaus Treptow».
- 1998 «Omaggio a Mario Bardi», NuovoAleph, Мілан; «Incontro di Immagini», Galleria Ciovasso, Мілан; «Arte Sacra», Palazzo Marliani-Cicogna, Бусто-Арсіціо.
- 1999 «Le stagioni della luce», Galleria Lazzaro, Мілан.
- 2000 «Sicile, île de beauté», Église Saint-Nicolas de Coutances, Кутанс, Нормандія, Франція.
- 2001 «Mario Bardi, grafiche dal 1947 al 1996», Nuovoaleph, Мілан; «Il Convito della Bellezza, Arte Sacra», Потенца, Salone Pontificio; La pittura in Lombardia nel XX secolo, Castello Sforzesco (Vigevano), Мілан; «Il canto del mare», Мацара-дель-Валло; Mario Bardi, Disegni, Nuovoaleph, Мілан.
- 2002 Museo d'arte delle del ‘900 «G.Bargellini» Pieve di Cento (Болонья); «ll segno, il colore e l'espressione», San Donato Milanese, Мілан.
- 2003 «Omaggio a Mario Bardi», Teatro Rosetum, Мілан; «Omaggio a Mario Bardi», S.A.C.C.— Onlus, Cassina De’ Pecchi, Мілан.
- 2004 «Mario Bardi: Opere su carta», Nuovoaleph, Мілан.
- 2006 «Mario Bardi: Selezione antologica», Famiglia Artistica Milanese, Мілан; Mario Bardi: Mostra antologica 1975/1998, A.M. Ruta, Galleria Sessantuno, Палермо.
- 2007 Estasi di primavera, Comune di Мессина, Palazzo della cultura (Мессина)